# Altpreußisches Infanterieregiment No. 8 (1806)
Das Infanterieregiment mit der späteren Nummer No. 8 war eines der ältesten brandenburgisch-preußischen Regimenter. Es wurde 1679 als Zieten zu Fuß gegründet.

## Allgemeine Geschichte
Das Regiment wurde 1679 aus Rekruten der märkischen Garnisonen errichtet.

## Garnison, Ersatz und soziale Verhältnisse
Das Regiment lag ab 1683 in Minden. Zwischen 1716 und 1792 lag es in Stettin. 3 Kompanien wurden ab 1794 in Warschau und Łowicz stationiert.

## Beurteilung
Das pommersche Regiment gehörte im Siebenjährigen Krieg zu den „Spitzenregimentern“.

## Verbleib und Nachfolge
Das Regiment gehörte 1806/07 zum Reserve-Corps Anton Wilhelm von L’Estocq, später Corps Gebhard Leberecht von Blücher. Nach der preußischen Heeresreform als Grenadier-Regiment „König Friedrich Wilhelm IV.“ (1. Pommersches) Nr. 2 in die neupreußische Armee übernommen.

## Uniform, Ausrüstung
Im 18. Jahrhundert bestand die Regimentsuniform aus einer blauen Uniformjacke mit roten Ärmel- und Rockaufschlägen und Rabatten mit weißen Litzen. Die Mütze der Flügelgrenadiere war blau-rot, Goldmessingbeschlag mit gelb-weiß-rotem Püschel. Die Regimentsfahne war schwarz mit weißen Flammen.